# 鮑馬序列
鮑馬序列（英語：Bouma sequence）由鮑馬（Arnold H. Bouma，1932－2011）定義，指的是在河床、湖泊的濁流中或是由海底沉積的濁積岩中所產生沉積物體獨有的一套沉積序列規則。

## 描述
鮑馬序列為低濃度細粒濁流產生之理想垂直沉積層；另一類的垂直沉積層─羅威序列，則由高濃度沉積物重力流所產生。形成鮑馬序列的濁流為沉積物體積百分濃度較低(1－23%)的沉積物重力流，流態為流線混亂之紊流，沉積物以懸浮方式傳輸；高濃度(沉積物體積百分濃度50－90%)沉積物重力流，如土石流、岩屑流等，流態則為流線彼此平行之層流，以基質的整體凝聚力攜帶，搬運傳輸沉積物。

鮑馬序列從底部到頂部，分為A到E五個沉積層，各層各具特定的沉積構造和岩相，整體而言，沉積層由下到上，粒徑逐漸變細。鮑馬序列代表的，是一套理想的完整沉積層，然大部分野外濁積岩露頭，皆無法觀察到完整的鮑馬序列。 
　　
A到E各沉積層描述：
- A層: 具粒級層之細至粗砂岩，底部常見細礫或是泥岩，亦可見液化作用產生之盤狀構造。在濁流造成此層推積前，有時會先侵蝕一地原先堆積之沉積層，進而在A層底部可以觀察到侵蝕面。A層的原始定義包括了具有或不具有粒級層之塊狀砂岩沉積，Shanmugam等人認為，粒徑逐漸向上變細之粒級層，指示沉積過程為懸浮沉降，因此若觀察到鮑馬B－E層之下具有不呈粒級層之塊狀砂質沉積，代表其並非來自懸浮沉降之濁流傳輸，故不屬於定義上的A層沉積。
- B層: 平行－紋層之細粒至中砂岩堆積，底部常見流槽鑄型、溝鑄型、流紋線理等底痕特徵。
- C層: 具波紋細粒砂岩，通常波紋會變形具有旋卷紋理和火焰構造。
- D層: 平行薄粉沙紋層。
- E層: 塊狀，不具粒級層之泥岩堆積，有時具過去生物遺留之遺蹟化石。此層在實際中經常缺失，或是難以和下方的D層區分。

## 作用
形成鮑馬序列之濁流因與底床面接觸摩擦，或因沿局限的至開闊的水道方向向外溢流，使濁流所攜能量逐漸消耗、減少。底床坡度改變引起的湧流或水躍或能暫時增加流體能量，但隨著流體移動時與底床持續摩擦，流體所攜能量最終仍會逐漸減少。
流體所攜能量最高時，夾帶的沉積物粒徑與數量皆為最大值，隨能量逐漸消散，流體夾帶粗粒沉積物的能力下降（有時在很短時間內即損耗大半能量）。攜帶高能之流體亦有侵蝕一地原沉積層的能力，使沉積物捲入流體中搬運離開，而攜帶的物質增多會傾向消耗流體的能量。水道內的流體有可能因為密度差異，細粒物質在流體上部集中並和流體分離，粗粒物質則集中於水道內流體底部。 
流體向下坡運動時，將發生以下，形成鮑馬序列的作用:
- E層 ：懸浮沉降，最後堆疊的泥質沉積層。黏土礦物的懸浮時間很長，在水體發生化學變化後，才因絮凝作用沉降。E層常被下一次的濁流侵蝕而缺失。
- D層 ：微弱流場中的粉沙質懸浮沉積，細微的流場強弱產生沉積物粒徑粗細交替的薄紋層。
- C層 ：在低流態下，流體以躍移方式搬運沉積物，波紋層發展時若達到足夠沉積速率，會形成爬升痕。若波紋層因上覆濁流（岩）或受地震影響產生剪力，固有的波紋層會變形為旋卷紋理和火焰構造。
- B層 : 在高流態下，流體具足夠能量，使沉積物以滾動或滑動的方式搬運，較高的流體能量使此層底部可見流槽鑄型、流紋線理等特徵。
- A層 : 最先產生之沉積層，具最高的流體能量，顆粒沉降之後，或因壓密作用排除水分產生碟狀構造。若新的濁流事件覆蓋原本的濁積岩，有可能因侵蝕將原先堆積層頂部之泥質沉積捲起，故在A層底部亦可見泥質沉積物。

## 實例

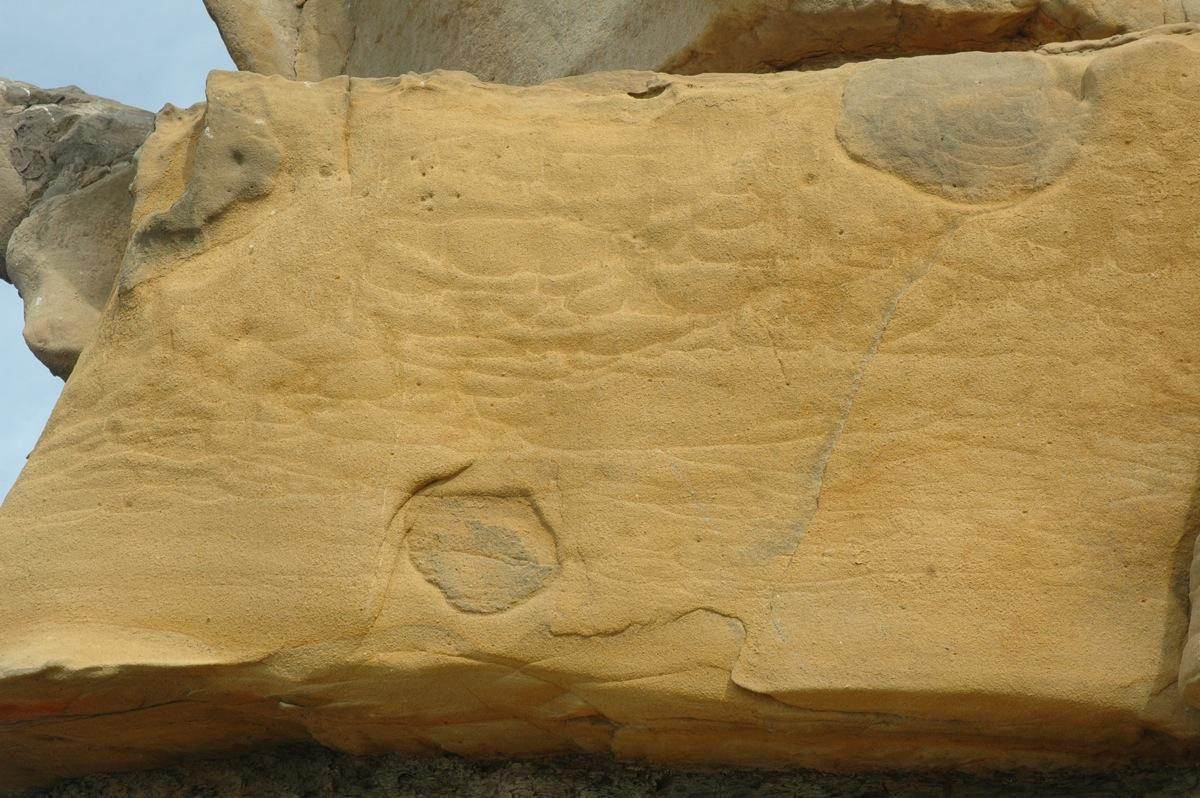
可見鮑馬序列A層之濁積岩，可見碟狀構造（加州北部）。
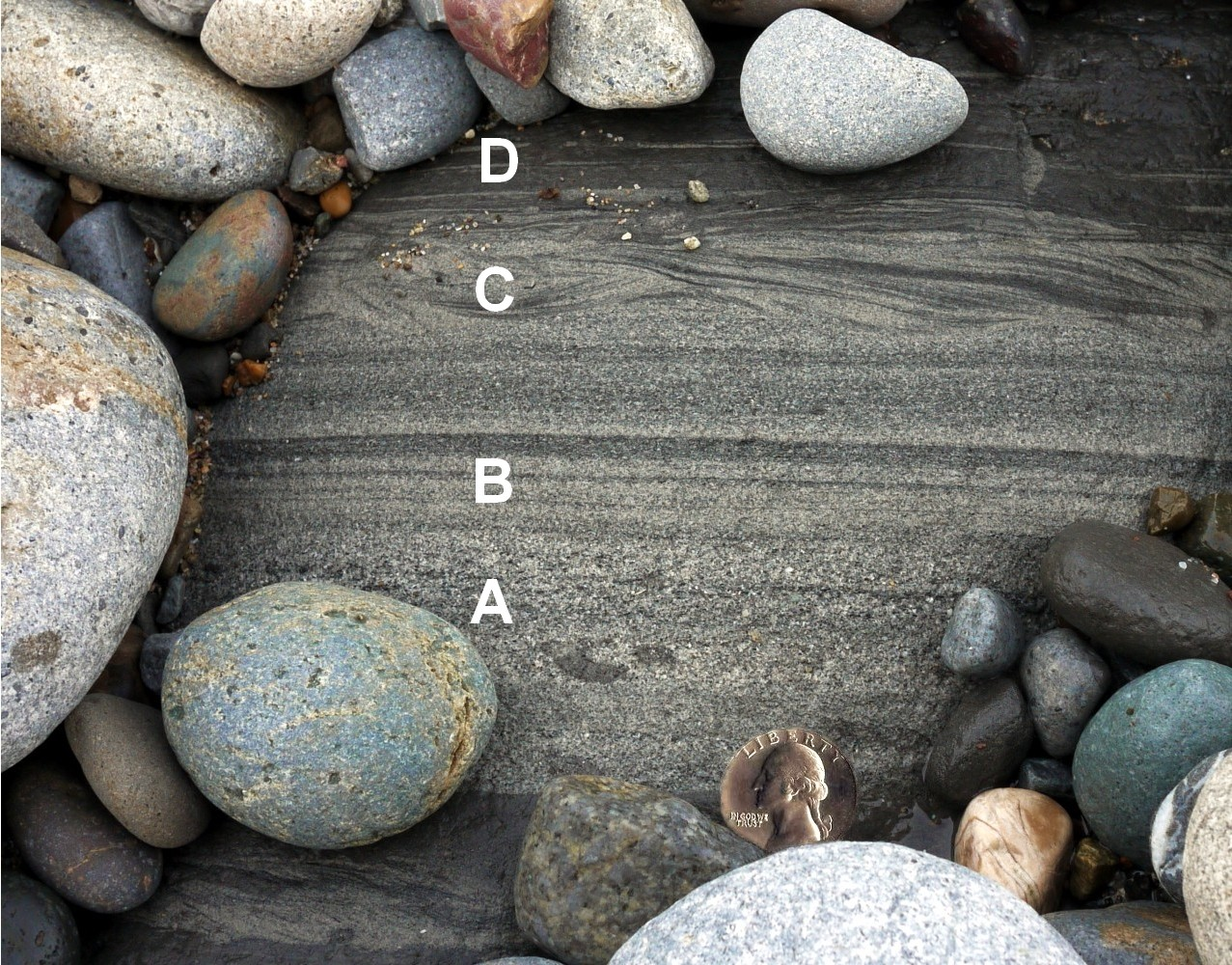
鮑馬序列A－Ｄ層（加州佩斯卡德羅海灘白堊紀濁積岩）。
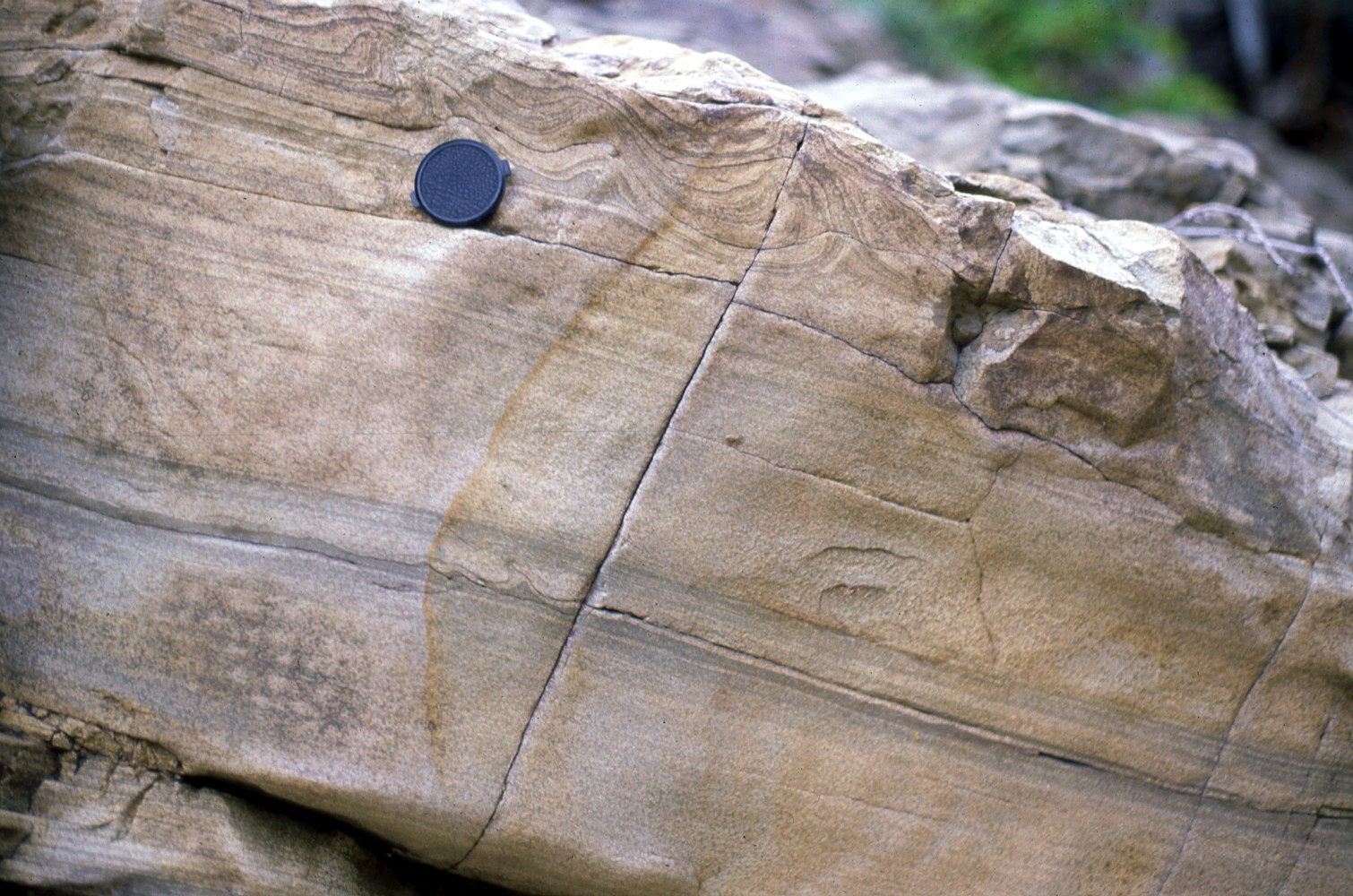
鮑馬序列B層級具旋卷紋理之C層（加州砂質濁積岩）。
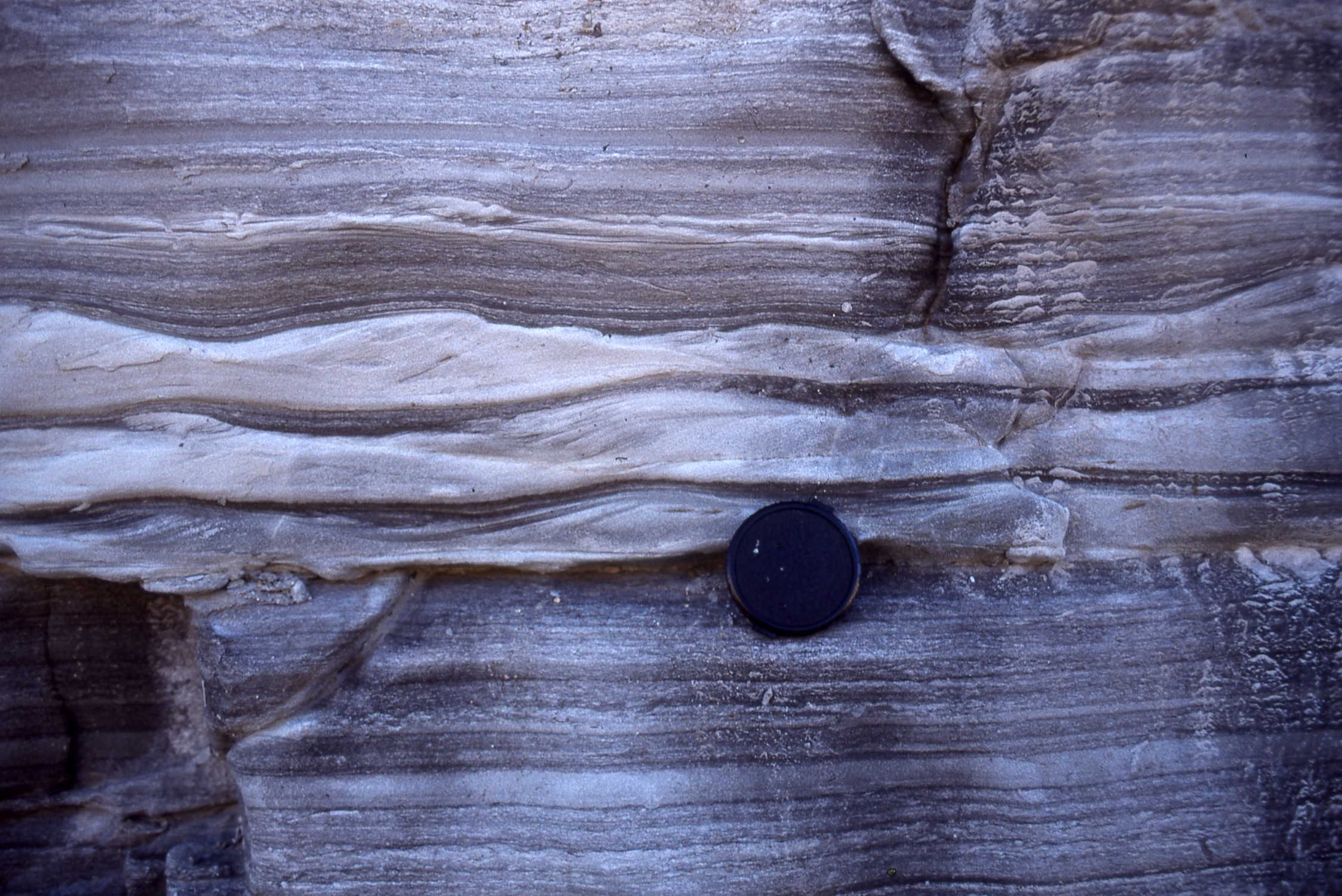
鮑馬序列Ｂ－Ｃ層（加州伯耶薩湖，溢流堤外遠源濁積岩）。

## 註記
1. ↑  Lowe, D.R. . Journal of Sedimentology (Society of Economic Paleontologists and Mineralogists). 1982: v. 52, p. 279–297.
2. 1 2 3 4  Middleton, G.V. and Hampton, M.A. . Turbidites and deep-water sedimentation (Pacific Section of the Society of Economic Paleontologists and Mineralogists, Short Course Lecture Notes). 1973: 1–38.

## 相關搜尋
- 濁積岩
- 羅威序列（英语：Lowe sequence）

## 外部連結
- Schlumberger Oilfield Glossary （页面存档备份，存于）
- GeologyRocks Glossary Entry